# Charles Petrie
Sir Charles Alexander Petrie, 3. Baronet (* 28. September 1895 in Liverpool; † 13. Dezember 1977) war ein britischer Historiker.
Er verfasste mehrere Werke über die britische, jakobitische und spanische Geschichte. In den 30er Jahren sympathisierte er mit den Faschisten um Oswald Mosley, Franco-Anhänger. Er war Anhänger der Appeasement-Politik Chamberlains, Herausgeber der konservativen New English Review, korrespondierendes Mitglied der spanischen historischen Gesellschaft und Präsident der irischen militärhistorischen Gesellschaft.
1927 erbte er beim Tod seines älteren Bruders Edward Petrie den 1918 für seinen Vater Sir Charles Petrie geschaffenen Adelstitel eines Baronet, of Carrowcarden in the County of Sligo.
Aus seiner 1920 geschlossenen und 1926 geschiedenen ersten Ehe mit Ursula Dowdall hatte er einen Sohn, Charles Petrie (1921–1988), der ihn 1977 als 4. Baronet beerbte. Aus seiner 1926 geschlossenen zweiten Ehe mit Jessie Mason hatte er einen weiteren Sohn Peter Petrie (* 1932), der seinem kinderlosen Halbbruder 1988 als 5. Baronet folgte.

## Werke
- The Stuart Pretenders : A History of The Jacobite Movement, 1688-1807. – Boston : Houghton Mifflin Company, 1933
- Mussolini. – Leipzig : Kittler, 1933 (in deutscher Sprache, Übersetzer: F. M. Thomas)
- The History of Spain. – New York : D. Appleton-Century Co., 1934 (gemeinsam mit Louis Bertrand)
- The Four Georges : A revaluation of the period from 1714–1830. – London: Eyre Spottiswoode, 1935
- The Stuarts. – London : Eyre and Spottiswoode, 1937
- The Chamberlain Tradition. – New York : Stokes, 1938
- The Life  and Letters of the Right Hon. Sir Austen Chamberlain. – London : Cassell, 1939
- The Marshal Duke of Berwick : the picture of an age. – London : Eyre & Spottiswoode, 1953
- Lord Liverpool and his times. – London : J. Barrie, 1954
- Wellington : A Reassessment. – London : James Barrie, 1956
- Daniel O'Conor Sligo: His family and his times. Dublin : National University of Ireland, 1958
- Philip II of Spain. - London : Eyre and Spottiswoode, 1963
- The Great Tyrconnel : A Chapter in Anglo-Irish Relations. – Cork : Mercier Press, 1972
- King Charles, Prince Rupert, and the Civil War : from original letters. – London : Routledge & Kegan Paul, 1974 (ISBN 0710079699)